# 片岡ツヨ
片岡 ツヨ（かたおか ツヨ、1921年〈大正10年〉 - 2014年〈平成26年〉12月30日）は、日本の平和運動家。長崎市への原子爆弾投下による被爆者の1人。被爆で顔にケロイドが残ったことで女性としての将来を失うが、敢えてその姿を人々に晒し、被爆経験の語り部として平和運動に挺身した。カトリック教徒であり、カトリック被爆者の象徴的存在ともいわれる。長崎県長崎市浦上出身。

## 人物歴
敬虔なカトリック信者の家に誕生。1945年（昭和20年）8月、自身が24歳のとき、長崎市で被爆（爆心地からの距離は1.１キロメートル）。被爆場所は三菱兵器製作所 大橋工場(現　長崎大学キャンパス)。肉親を13人失い、自身も重傷を負い、左耳を失聴、顔の右半分には大火傷によるケロイドが残った。被爆後に初めて自分の顔を見たときは「化け物と思った」といい、思わず鏡を地面に叩きつけたという。後に遺した手記には「若さを誇っていたあの顔が化け物のようでした」「人前に立てないような人生を背負わされました」と記されている。化粧でもケロイドは隠せず、結婚は諦めた。好奇の視線を浴び、何度も自殺を考えたが、自殺は信仰上で大罪に当たることから、カトリック信者として信仰にすがって生き続けた。
1961年（昭和36年）、写真家の東松照明が知人の紹介により片岡の撮影を開始。以後、約50年にわたる撮影により、原爆被害の実態は世界中に訴えられた。写真は海外にも紹介され、多くの人に原爆の悲惨さを伝えた。
父は原爆投下前にすでに死去、兄や姉たちも独立していたため、母と2人で暮していたが、1962年（昭和37年）に母と死別した後は、1人で孤独に暮した。同じく長崎原爆被爆者でカトリック教徒でもある医学博士・永井隆は「原爆は神の摂理」と説いており、片岡もこの考えに触れるが、「神がなぜこんなに酷いことを?」と信仰に迷いを抱き続けていた。
1981年（昭和56年）、ローマ教皇のヨハネ・パウロ2世が長崎を来訪。教皇の「戦争は人間の仕業」「過去を振り返ることは将来に対する責任を負うこと」との言葉に感銘を受けたことが転機となり、「自分のような人間をつくってはいけない」「自分を平和の道具として使ってほしい」と、60歳にして被爆体験の語り部を始めた。長崎平和推進協会の写真資料調査部会長を務める深堀好敏は後に「片岡さんはローマ法王に会って、別人のようになった」「ツヨさんは『自分が救われることだけを祈るのは間違っていた。生かされた者として人様に徳を与えなければ』と話していた。平和を願い、人をいたわることで、自らも救われていたのではないか」と語っている。片岡も深堀に「今までの人生は誤りだった。生き方を変えて、被爆体験を次の世代に伝えていくことを使命としたい」と語っていた。修学旅行生らに体験を語る際には「この顔ば、もっとよく見んね」と訴えた。カメラにケロイドを晒すこともいとわず、多くの取材にも応じた。
被爆時の姿が米国戦略爆撃調査団による原爆記録フィルムに収められていたことで、1982年（昭和57年）、「10フィート運動」のもとに制作された原爆記録映画『にんげんをかえせ』にも出演。当時の姿を映画として残すことには抵抗もあったが、その顔を晒すことで戦争の酷さを伝えるため、敢えて公開依頼に応じた。同年にはこの映画を携え、被爆者代表としてバチカンでヨハネ・パウロ2世に謁見。笑顔で励ましの言葉をかけられ、「生きていてよかった」と感涙にむせんだ。
1984年（昭和59年）の長崎原爆犠牲者慰霊平和祈念式典では、被爆者代表として「平和への誓い」を読んだ。しかしその後は健康状態を崩し、1993年（平成5年）、胃がんの手術を機に語り部を断念し、平和活動から退いた。
晩年は認知症が進行したが、ミサの祈りは欠かすことがなく、就寝前には必ず自室のマリア像と教皇の写真に祈る日々を送った。死期が迫っても、手足の自由が奪われる中、胸の前で十字を切って祈り続けた。最期は家に受け継がれてきたロザリオを固く握りしめ、死去した。没年齢93歳、生涯独身であった。

## 評価
片岡の没後、前述の深堀好敏は「私のことが平和に役立つのであれば体験を話さなければと言っていた。浦上のカトリック信者を代表して、ケロイドをものともせずに語り部をしてくれてうれしかった」「心身に傷を負いながら、信念で頑張った方」「ケロイドを負い、ひっそりと生きる人が多い中、自分をさらけ出して、よく頑張ってくださった」、「長崎の証言の会」の次長を務める下平作江は「被爆の実相を次世代に普及させるため、前面に出てがんばってくれた方だった」と偲んだ。
漫画家の西岡由香は自著『被爆マリアの祈り』で片岡の半生を取り上げるにあたって、生前の片岡に聞き取りを行なっており、「言葉のひとつひとつが噴きあがる炎のようだった」と語っている。